# ヴァスィリー・エロシェンコ

エロシェンコ（ハルビンにて、1921年）

ヴァスィリー・ヤコヴレヴィチ・エロシェンコ（ロシア語: Василий Яковлевич Ерошенко, ラテン文字転写: Vasilii Yakovlevich Eroshenko, 1890年1月12日 - 1952年12月23日）は、エスペランティスト、作家、多言語話者、言語学者、教育者。

## 概要
1890年に、現在のロシア連邦クルスク州オブホーフカで生まれた。4歳の時に麻疹により視力が低下したが、宗教に盲信的な祖母のために教会へだけ連れていかれ、医療処置を受けられなかったことで同年に失明した。麻疹以前は健康で陽気な少年から性格が変わったことを心配した父親により9歳の時にモスクワの盲学校に入れさせられた。ただし、当時の盲学校では視覚障害者への扱いは監禁生活であった。15歳のころからエスペラントを学び、1908年から1910年の間にエスペランティストになったと推定される。盲学校卒業後、自宅に戻った後は、盲人オーケストラで働いた。1912年にはイギリスの盲学校(王立盲人師範学校)へ入学した。訪英が最初の国外への旅となった。しかし、無頼(ならず者行為)を繰り返したことから追放処分となった。

### 初訪日時代
在英時代に日本では視覚障害者がマッサージ職（あんま）を得ていることにより自立出来ているとの噂を聞いて、憧れて日本語も勉強していた。1914年に初来日し、同年5月11日に東京盲学校（現在の筑波大学附属視覚特別支援学校）を訪ね、按摩術とマッサージ研究のための入学を許可され、学んだ。
東京盲学校の生徒は、年齢がばらばらではあったが、当時24歳であったエロシェンコは他よりも年輩で、体格も堂々たる偉丈夫であった。日本語が上手で、生徒と按摩の練習をしたり、話しあったり、相撲で遊ぶこともあった。盲学校の生徒を対象に、エスペラントの講習会を何回も開いた。熱心に学んだ人たちに、鳥居篤治郎、平方龍男、新津吉久、斎藤武弥・百合夫妻、三谷復二郎、熊谷鉄太郎、今関秀雄らがいる。また、これらの人々に、バハイ教の教義をも教えていた。のちに外国の盲人組織とも連携して日本盲人会連合会長として活躍する鳥居篤治郎の仕事も、このエスペラント学習に負うところが大きい。通常授業の前に小川源助に按摩術を習い、他の生徒とともに練習した。校内で他の生徒と同格での講演・ギター演奏・バイオリン演奏をすることもあった。1916年5月6日に築地盲人技術学校で開かれた中央盲青年会で講演をしたのは、小森（技術学校教師）・平方龍男・エロシェンコ・高木正年・立花盲人会長・斎藤武弥であった。当時の盲人会の重鎮と並んで講演していることからも、エロシェンコの当時の立場が察せられる。戦前期の日本ではしばしば「盲詩人エロシェンコ」と称された。エロシェンコの日本での著作はほとんどが童話であり、詩は少ないが、これについて藤井省三は、金髪、白い肌、ヨーロッパ人流のアクセントを残す日本語などが詩人らしさを当時の人に想起させたとしている。
上述のように、「日本では視覚障害者がマッサージ（あんま）をやって立派に自立しているそうだ」と聞いて、日本への旅を決心した。両親は「この子には好きなことをさせておくよりほかない」と思ったらしく、あっさり承諾したという。エロシェンコは、モスクワのエスペラント協会に、日本のエスペランティストを紹介してくれるように頼んだ。日本では、1906年に第1回のエスペラント大会も開かれ、協会も結成されていたが、思うように発展せず、このころは会長はなしで副会長に中央気象台長の中村精男博士がなっていた。エロシェンコは、シベリア鉄道を使い、1か月近くかかってやっと中村博士を訪ねた。気象台には、ヨーロッパ留学中にエスペラントを習い帰国したばかりという人など、2-3人のエスペランティストがいて、エロシェンコの面倒をみることになった。1916（大正5）年には、日本から東南・南アジアに渡った。日本語もよくできたので、日本語の児童文学の作品を著した。中村屋で秋田雨雀・江口渙・神近市子ら多くの文化人と交流し、その一人だった洋画家の中村彝は「エロシェンコ氏の像」を描いている。初訪日期間に、中村屋のおかみで創業者相馬黒光と知り合って以降は、気に入られたことで衣食住の面倒を見てもらうようになった。彼は恩義のある中村屋に母国仕込みのボルシチのレシピを教えていた。そのため、後述の国外追放後である1927年に中村屋が喫茶部開店した際にはボルシチをメニューに盛り込まれ、店員の制服には彼の着用したルバシカが採用されている。1933年にはピロシキを発売した。　

### 東南・南アジア時代
シャム（現在のタイ王国）に渡り、その地に盲学校を設立した。しかし、シャムでは盲学校が必要とされていないと感じる。ビルマ（現在のミャンマー）へ行き、モルメイン（現・モーラミャイン）という町でしばらく盲学校の教師をする。さらに英領インドに渡ったが、ロシア革命の影響でロシア人は厳しく扱われ、ロシアのボルシェヴィキとして国外追放された。

### 再来日以降
1919年の夏に英領インドから上海を経由して再び日本へと逃がれ、中村屋を再度訪ねた。

#### 社会主義思想への傾倒
再来日後にはエスペラント講習会で知り合った高津正道（日本共産党結党メンバーの一人）や彼の仲間の影響を受け、社会主義思想に傾倒していった。そしてボルシェビキ（ロシア共産主義者）の嫌疑をかけられて、危険人物として1921年に国外追放処分となった。

### 訪中以降
訪日中にエスペラント語経由で知り合った社会主義者の日本人らの影響で社会主義へ傾倒していき、1921年5月1日に日本の社会主義者らとメーデーと会合への参加したことで逮捕され、国外追放となり、敦賀からウラジオストクに送られ、ハルビン、上海、北京と移動し、魯迅などの知己を得て、1922年には北京大学でロシア文学について講演したり女子師範学校で講演したりした。
その後、モスクワに行き、8年ぶりに家族と再会する。そして、トルクメン共和国盲児童寄宿学校、モスクワ盲学校などで盲人教育関係の仕事をする。晩年は生まれ故郷に帰り、1952年に62歳で亡くなった。エスペランティストであるとともに帰国者という当局からは危険視される存在だったにもかかわらず、盲者であったためか大粛清などの弾圧を受けることはなかった。
- 1922年、魯迅と魯迅の弟の周作人に招かれ、北京大学のエスペラント専門学校教授に就任した。
- 1923年には中国を出てヨーロッパへ渡った。1924年にソ連のモスクワへ戻って、東方勤労者共産大学の日本語通訳を務めたが、待遇は酷かったという。
- 1929年から1930年にはシベリアのチュクチ半島を旅行。
- 1935年にはニジニ・ノヴゴロドとモスクワで仕事をした。同年、トルクメニスタンのマリの近くに盲学校を開設し、1945年までそこに滞在した。
- 1945年から1946年にはモスクワの盲学校で教師をつとめた。
- 1949年から1951年にはタシュケントに暮らした。
- 1952年には生まれ故郷のオブホーフカにもどり、著述にあたった。癌で没する3日前まで原稿を書き、友人に送るよう人に託したが、伝染病と誤解されて燃やされてしまった。

## 著作
全文エスペラントによる峰芳隆編集のエロシェンコ選集 (Elektitaj verkoj de Vasilij Eroŝenko) により、主な著作を示す。
- Lumo kaj ombro （＝「光と影」、中国滞在時に著わされたエスペラント原作集）
- La tundro ĝemas （＝「ツンドラはうめく」、チュクチ半島滞在経験をもとにしたエスペラント原作集）
- Malvasta kaĝo （＝「狭いかご」、日本語原作集）
- Stranga kato （＝「変わり猫」、日本語原作集）
- La kruĉo de saĝeco （＝「賢さのつぼ」、エスペラント原作集）
- Cikatro de amo （＝「愛の傷跡」、中国語原作集）

## 遺産
2023年5月キーウ市議会は、太平洋戦争前に東京で活動したスパイの名を冠したキーウの「リヒャルト・ゾルゲ通り」を、「ヴァスィリー・エロシェンコ通り」と改名した。

## 関連文献
- ワシリイ・エロシェンコ『ワシリイ・エロシェンコ作品集1 桃色の雲』高杉一郎編、みすず書房、1974年
- ワシリイ・エロシェンコ『ワシリイ・エロシェンコ作品集2 日本追放記』高杉一郎編、みすず書房、1974年
- 高杉一郎『盲目の詩人エロシェンコ』新潮社（一時間文庫66）、1956年
- 宇津恭子「ワシーリィ・エロシェンコの童話と相馬黒光」『清泉女学院短期大学研究紀要』第1号、清泉女学院短期大学、1983年3月、13-23頁、ISSN 02896761、2024年3月29日閲覧。
- 五之治昌比呂「渋沢青花と相馬黒光、ボース、エロシェンコ」『日本語・日本文化』第42巻、大阪大学日本語日本文化教育センター、2015年3月、53-81頁、ISSN 02896761、2024年3月29日閲覧。
- 下田知江『盲界事始め』あずさ書店、1991年11月、A5判181ページ
- 大杉栄『日本脱出記』土曜社、2011年